# Manuel Renou
Manuel Renou fou un baix català del segle xix.
El 17 d'abril de 1847, formà part del primer elenc que va inaugurar el Gran Teatre del Liceu de Barcelona amb Anna Bolena de Donizetti com a Enrico VIII. Fou el seu debut i, pel que sembla, no va agradar gens.